# Næstved Idræts Forening
Næstved Idræts Forening (eller Næstved IF, NIF) er en fodboldklub beliggende i den sydsjællandske by, Næstved.
Klubben blev grundlagt den 5. marts 1939 ved en sammmenslutning af de to tidligere klubber Næstved Idræts Klub og Næstved Boldklub (1924-1939).
Næstved IF har i dag en professionel overbygning – Næstved Boldklub – som spiller i 2. division under Dansk Boldspil-Union.
Historiske begivenheder:
- 1994 Pokalfinale Brøndby IF – Næstved IF 3-1 (efter straffesparkskonkurrence)
- 1988 Sølvmedaljer
- 1986 Bronzemedaljer
- 1981 Bronzemedaljer
- 1980 Sølvmedaljer. Tilskuerrekord: 20.315 tilskuere (Næstved IF mod KB)
- 1975 Bronzemedaljer
- 1972 Bronzemedaljer
- 1939 Klubben stiftes ved sammenlægning af Næstved IK og Næstved Boldklub

## Danske landsholdsspillere
| Spiller                | Født       | Placering | A-kampe | A-mål |
| ---------------------- | ---------- | --------- | ------- | ----- |
| Jesper Olsen           | 20-03-1961 | Midtbane  | 43      | 5     |
| Ole Rasmussen          | 19-03-1952 | Midtbane  | 41      | 1     |
| Bjarne Goldbæk         | 06-10-1968 | Midtbane  | 28      | 0     |
| Jørgen Hansen          | 24-12-1931 | Angreb    | 23      | 3     |
| Jørgen Kristensen      | 12-12-1946 | Midtbane  | 19      | 3     |
| Keld Bak               | 07-06-1944 | Angreb    | 14      | 3     |
| Mark Strudal           | 29-04-1968 | Angreb    | 9       | 3     |
| Jan Sørensen           | 24-08-1954 | Angreb    | 7       | 0     |
| Erik Dyreborg          | 20-01-1940 | Angreb    | 6       | 8     |
| Mogens Hansen          | 12-04-1956 | Angreb    | 5       | 1     |
| Svend Erik Christensen | 17-03-1949 | Midtbane  | 4       | 1     |
| Henrik Skouboe         | 24-06-1955 | Angreb    | 3       | 0     |
| Bent Dideriksen        | 16-07-1931 | Angreb    | 2       | 0     |
| Kurt Jørgensen         | 01-10-1959 | Angreb    | 2       | 0     |
| Benny Nielsen          | 07-03-1951 | Midtbane  | 1       | 0     |
| John Povelsen          | 11-10-1957 | Forsvar   | 1       | 0     |
| Michael Birkedal       | 18-11-1959 | Forsvar   | 1       | 0     |